# Paul Robinson (ur. 1982)
Paul Robinson (ur. 7 stycznia 1982, w Barnet) – angielski piłkarz, który gra w klubie Millwall na pozycji obrońcy. Jest on wychowankiem tej drużyny. Mierzy 185 cm wzrostu. Na boisku występuje z numerem 5 na koszulce.
W sierpniu 2001 roku dołączył on do drużyny Millwall, która wypożyczyła go Fisher Athletic, gdzie nie dostał się do pierwszego składu. Po powrocie zaliczył kilka dobrych występów w barwach swojego klubu. W sezonie 2004-2005 rozegrał 12 meczów w czasie wypożyczenia do Torquay United. 28 stycznia 2010 roku przedłużył umowę z Millwall do 2013 roku. Obecnie jest podstawowym obrońcą tego klubu i kapitanem.